# Скатерть Улама

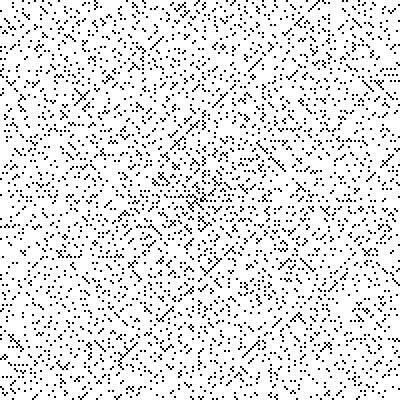
Скатерть Улама размера 200×200

Ска́терть У́лама — названная в честь Станислава Улама спираль чисел натурального ряда, на которой отмечены клетки, соответствующие простым числам.

## История открытия
Скатерть Улама была открыта случайно в 1963 году — однажды математику довелось присутствовать на очень длинном и скучном докладе. Чтобы развлечься, он начертил на листке бумаги вертикальные и горизонтальные линии, чтобы заняться составлением шахматных этюдов. Но вместо этого он стал нумеровать клетки: в центре поставил единицу, а затем, двигаясь по спирали, двойку, тройку и т. д. 
 При этом он машинально отмечал простые числа. 
 Оказалось, что простые числа стали выстраиваться вдоль диагональных прямых. Это заинтересовало Улама, и позже он вместе с Майроном Л. Стейном и Марком Б. Уэллсом продолжил это исследование на ЭВМ MANIAC II Лос-Аламосской лаборатории, использовав магнитную ленту, на которой были записаны 90 млн простых чисел.

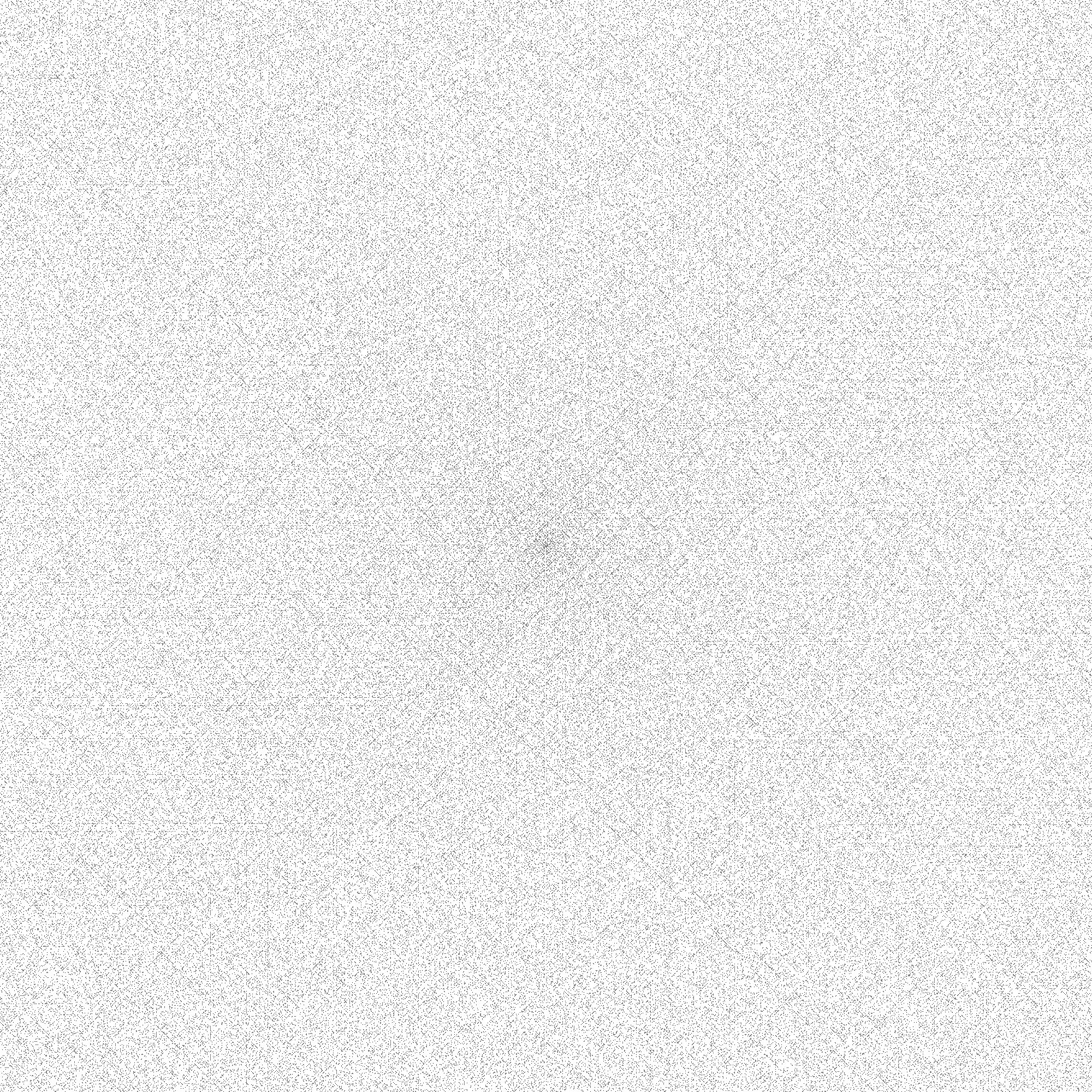
Скатерть Улама 2000x2000

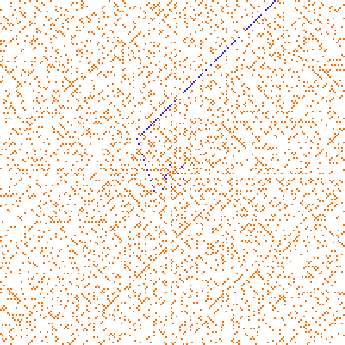
Простые числа, представимые в виде многочлена x^{2} − x + 41 (многочлен Эйлера) на рисунке обозначены синим цветом.

## Математическое значение
Диагонали на скатерти Улама описываются уравнением вида:
{\displaystyle ax^{2}+bx+c}
где коэффициенты {\displaystyle a}, {\displaystyle b}, {\displaystyle c} — целые числа.
Поэтому графически построенная скатерть Улама позволяет быстро визуально определить многочлены второй степени, которые наиболее часто принимают значения, являющиеся простыми числами.
Эти найденные таким «визуальным» способом многочлены могут использоваться для генерации простых чисел.
Известный многочлен Эйлера {\displaystyle x^{2}-x+41}, порождающий простые числа для всех x менее 40, подчёркнут линией на рисунке.
Графическое построение скатерти Улама больших размеров и другие подобные графические представления на плоскости последовательности чисел, где простые числа как-либо отмечены, использовались для поиска функции, значения которой являются простыми числами для наибольшего множества аргументов.

## Вариации скатерти Улама

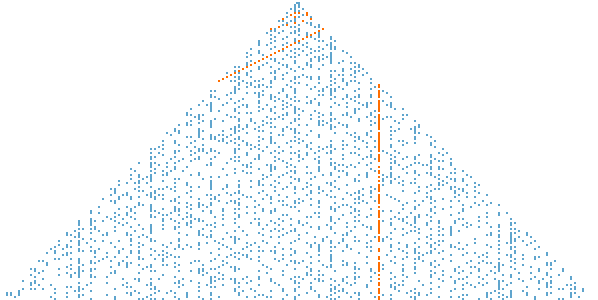
Треугольник Клаубера с отмеченными на нём простыми числами, порождёнными многочленом Эйлера x^{2}-x+41.

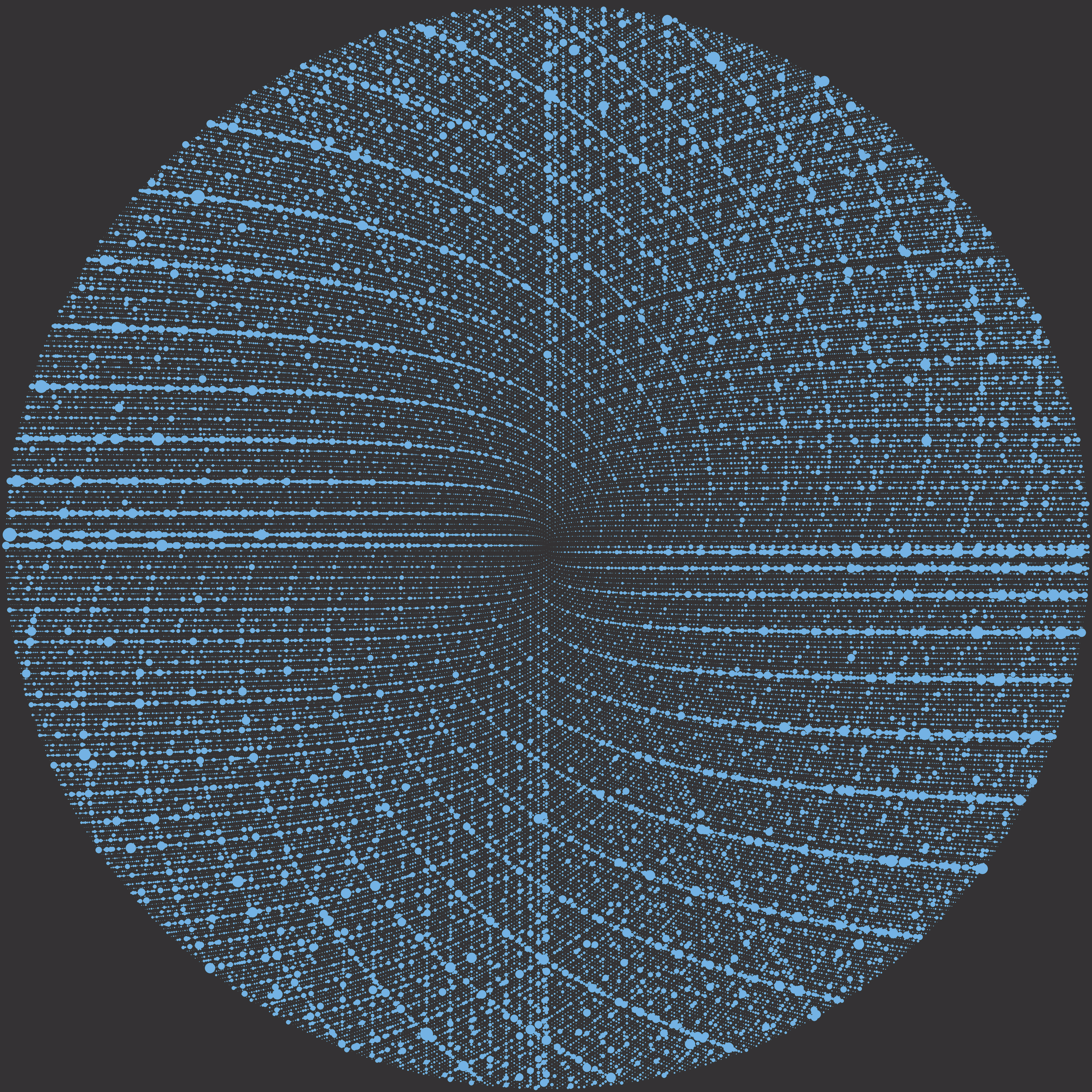
Спираль Сакса.

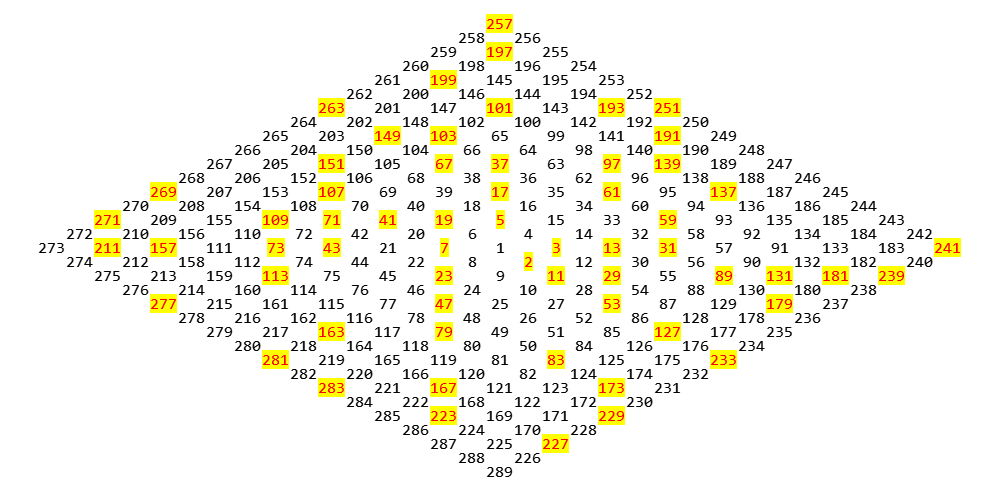
Модификация спирали Улама, построенная в изометрической проекции.

Таблица, каждый ряд которой содержит возрастающее в арифметической прогрессии количество чисел.

Лауренце Монро Клаубер описал треугольное представление чисел, в котором каждый ряд {\displaystyle n} содержит числа от {\displaystyle (n-1)^{2}+1} до {\displaystyle n^{2}}. Как и в спирали Улама, многочлены второй степени на плоскости образуют прямые линии. Вертикальные линии соответствуют виду {\displaystyle k^{2}-k+M}, некоторые из которых имеют высокую плотность простых чисел.
В 1994 году Роберт Сакс изобрёл вариант спирали Улама, где числа расположены по Архимедовой спирали. В отличие от спирали Улама, количество чисел, образующих замкнутый круг, равно квадрату порядкового номера спирали. В спирали Сакса в каждую спираль входит такое количество чисел, которое равно удвоенному номеру спирали. Благодаря этому свойству все решения многочленов второй степени полностью укладываются в один луч, в то время как на спирали Улама они занимают два луча.